# Цалопулова къща
Цалопулова къща (на гръцки: Αρχοντικό Τσαλόπουλου) е историческа постройка в град Катерини, Гърция, обявена за паметник на културата.

## История
Къщата е разположена на кръстовището на улиците „25 март“ и „Йон Драгумис“ в центъра на града. Тя е на 2 етажа със сутерен. Построена е през 1908 г., под ръководството на гръцки инженер, според плановете на архитект Макс Рубенс за политика Димитриос Цалопулос в типичния за времето еклектичен стил.
На 7 април 1979 година министерството на културата обявява сградата за паметник на културата. След смъртта на последния и собственик в 1980 година е наследена от общината.